# Diga di Kurobe
La diga di Kurobe (黒部ダム?, Kurobe damu), o diga di Kuroyon (黒四ダム?, Kuroyon damu), è una diga ad arco a raggio variabile sul fiume Kurobe, nella prefettura di Toyama, sull'isola di Honshū, in Giappone. Alimenta la centrale idroelettrica Kurobe n. 4 da 335 MW ed è di proprietà della Kansai Electric Power Company. A 186 m di altezza, è la diga più alta del Giappone e la più grande diga a cupola del mondo. Fu costruita tra il 1956 e il 1963 a un costo di 51,3 miliardi di yen. La sua costruzione rappresentò una difficile sfida ingegneristica per il Giappone in rapida crescita del secondo dopoguerra, e costò la vita a 171 persone.

## Storia

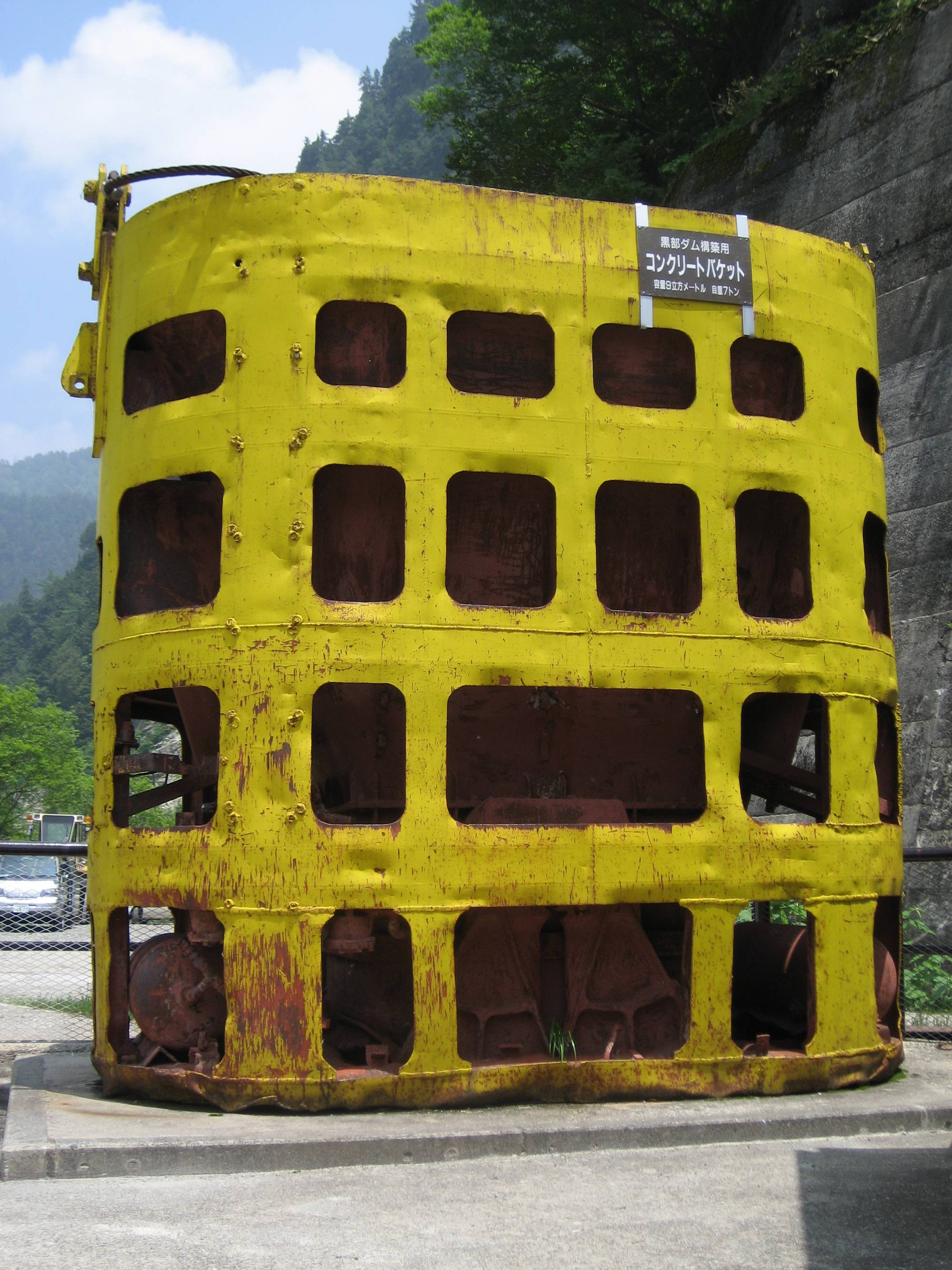
Secchio per il cemento usato durante la costruzione.

Nel 1951, fu costituita la Kansai Electric Power Company per fornire energia elettrica alla regione del Kansai in Giappone. Poco dopo la sua costituzione, l'area soffrì la siccità, che causò il razionamento dell'energia. La siccità, insieme con la rapida crescita del Giappone del secondo dopoguerra, spinsero la società ad aumentare la sua capacità di produzione. Dopo una serie di studi geologici e idrologici del fiume Kurobe e della sua gola, alla fine del 1955 fu annunciato che sarebbe stata costruita la diga di Kurobe.
Nel luglio 1956, cominciò la costruzione della diga. Emersero presto problemi per trasportare il materiale al cantiere in quanto esisteva solo una piccola ferrovia che attraversava la stretta gola. La Kansai decise di costruire la galleria di Kanden, di 5,4 chilometri, sotto il monte Tate che potesse portare i rifornimenti da Ōmachi in direzione est verso il cantiere. La galleria si rivelò un compito arduo in quanto si incontrò una grande zona di frattura nella roccia che richiese parecchi mesi per essere riparata.
Nel 1957-58, l'ingegnere italiano Carlo Semenza, membro del comitato di consulenza della società ELC Electroconsult consociata alla SADE, collaborò per la progettazione e costruzione insieme al suo braccio destro, Alberico Biadene. Un esame geologico del terreno di fondazione rivelò che le rocce cristalline erano profondamente alterate, degradate o fratturate, portando alla scoperta nella parte intermedia della sponda sinistra del torrente di una vasta zona di materiale decomposto per un volume di circa 50.000 m³, materiale che si dovette scavare e sostituire con calcestruzzo.
Nel settembre 1959, fu posato il primo cemento per la diga ed entro ottobre dell'anno successivo il serbatoio aveva cominciato a riempirsi. La centrale elettrica Kurobe n. 4 fu costruita completamente sotto terra per proteggerla dalle frequenti frane nella gola e anche per fini di conservazione della natura. Entro gennaio 1961, due delle turbine Pelton di Kurobe n. 4 avevano cominciato a funzionare con una potenza iniziale di 154 MW. Nell'agosto 1962, la terza turbina era in funzione ed entro il giugno 1963 la diga era completa a un costo finale di 51,3 miliardi di yen (142,5 milioni di dollari nel 1963). Nel 1964, il geotecnico austriaco Leopold Müller, un ex collega di Semenza, e i suoi assistenti condussero un test triassiale in situ di granito di biotite nella valle.
Nel 1973, una quarta turbina fu installata e divenne funzionante, portando la potenza totale a 335 MW. La quarta turbina costò 1,4 miliardi di yen (5 milioni di dollari nel 1973). Le prime due turbine furono fabbricate dalla Voith e le seconde due dalla giapponese Hitachi. La diga incominciò anche lo sviluppo del primo sistema di trasmissione giapponese da 275 kV che permetteva il trasferimento di elettricità su distanze maggiori. Un totale di 171 persone morirono durante la costruzione della diga.

## Specifiche

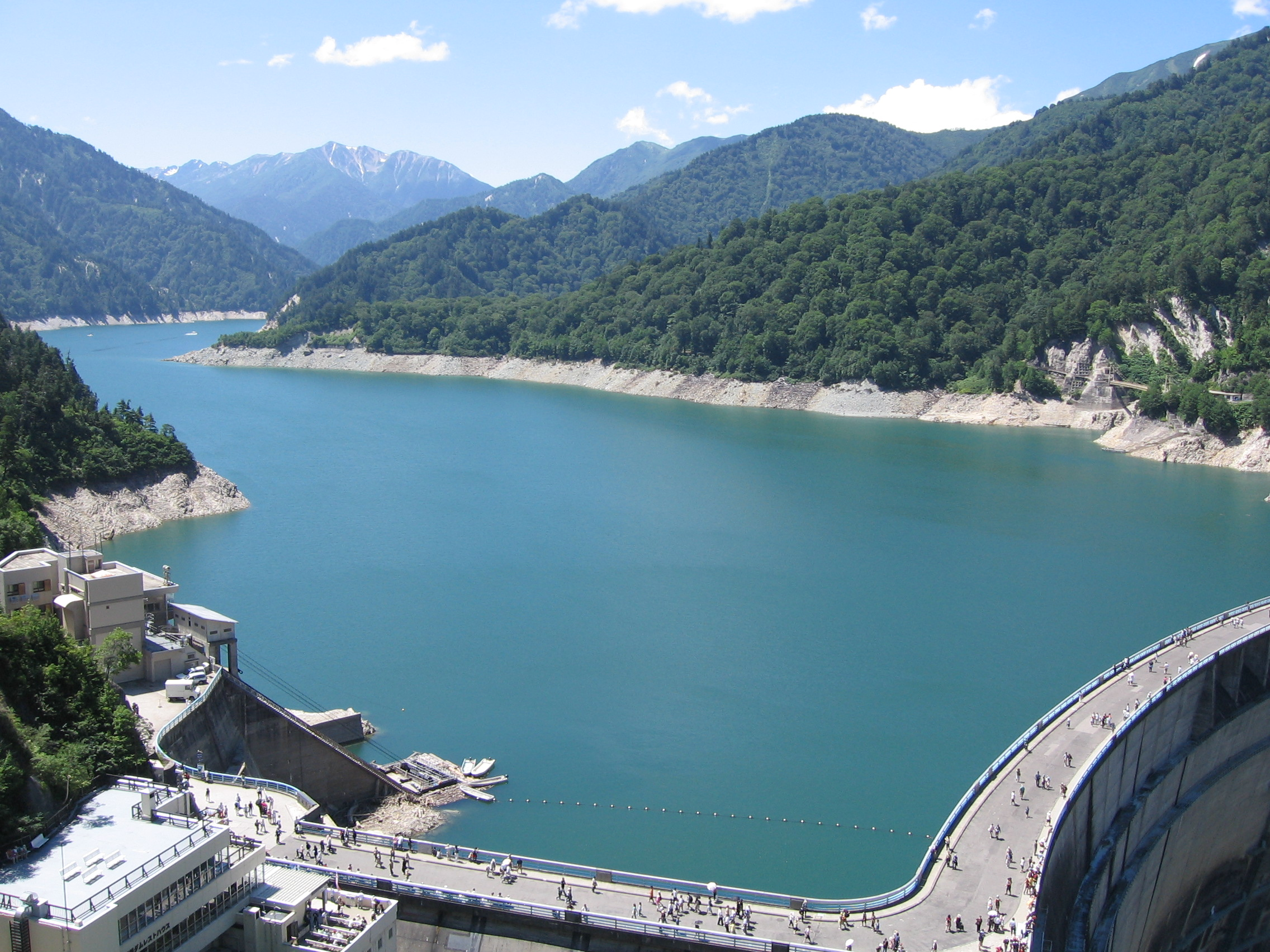
Il lago Kurobe

La diga di Kurobe è una diga ad arco a raggio variabile (cupola), lunga 492 m e alta 186 m. La diga è larga 39,7 m alla base e 8,1 m alla corona e contiene 1 582 845 m³ di cemento. È fiancheggiata e sostenuta da due dighe ad "ala" che formano i contrafforti: quello sulla riva sinistra è lungo 69 m e quello destro 56 m. La diga contiene un invaso con una capacità di 199 285 175 m³ di cui 148 843 000 m³ è l'immagazzinamento vivo (attivo o "utile"). Il serbatoio ha anche un bacino di 188,5 km² e una superficie di 349 ha. Lo sfioratore della diga è situato sulla corona e contiene 10 aperture non controllate larghe 11,5 m con una capacità massima di scarico di 906 m. Esistono altre tre aperture nella bocca della diga che consistono di tubi di 1,5 m di diametro, due dei quali possono scaricare un massimo di 88 m³/s ciascuno e il terzo di 44 m³/s. L'altezza della corona della diga è 1 454 m s.l.m. mentre il normale livello operativo del serbatoio è 1 448 m e il livello basso è considerato 1 338 m.
La centrale elettrica della diga, Kurobe n. 4, è ubicata sottoterra e contiene quattro generatori che sono alimentati da turbine Pelton per una potenza installata totale di 335 MW e una generazione annuale media di 1 miliardo di kWh. La centrale elettrica è larga 22 m, alta 33 m e lunga 117 m. La condotta forzata che serve l'acqua alla centrale elettrica è lunga 10 909,6 m e utilizza una quota piezometrica effettiva massima di 545,5 m mentre trasferisce un massimo di 72 m³/s alle turbine. Il torrino piezometrico dell'impianto è lungo 145,6 m e alto 5 m.

## Accesso
La diga di Kurobe è il più popolare sito idroelettrico del Giappone e, tra la fine di giugno e la metà di ottobre, l'acqua viene rilasciata attraverso lo sfioratore della diga per gli spettatori. Anche la circostante Gola di Kurobe (Kurobe Gorge) è molto popolare ed è accessibile dalla rotta alpina Tateyama Kurobe.
Inizia dalla stazione di Toyama che, dal marzo 2015, è accessibile da Hokuriku Shinkansen (treni Kagayaki o la sua controparte leggermente più lenta, Hakutaka) da Tokyo, Nagano, Kanazawa e varie altre stazioni lungo la linea Hokuriku Shinkansen. Prendere il treno dalla stazione Toyama di Dentetsu a Toyama fino alla stazione Tateyama dalla Toyama Chihō Railway Tateyama Line (65 minuti). Nota: Toyama Station è la stazione principale con l'hub shinkansen, mentre Dentetsu Toyama è la stazione accanto alla stazione principale con linee locali che attraversano le città di Funahashi, Kamiichi e Tateyama, per raggiungere infine la stazione Tateyama. Dalla stazione Tateyama, prendere la funivia Tateyama fino alla stazione Bijodaira (7 minuti). Da lì, l'autobus della strada alpina Tateyama Kurobe vi porterà alla stazione Murodō, alta 2450 m (50 minuti).
Dalla stazione di Murodō, i visitatori dovrebbero prendere il filobus Tateyama Tunnel (10 minuti), seguito dalla funivia Tateyama (7 minuti) e infine la funivia Kurobe (5 minuti). Dall'ultima fermata, una passeggiata di 15 minuti porterà i visitatori alla spettacolare diga. L'intero viaggio dalla stazione di Toyama richiede circa quattro ore per il completamento di sola andata e costa circa 10.000 yen in costi di trasporto. Sono disponibili varie sistemazioni nell'area di Murodo e vicino alla stazione di Tateyama, per coloro che sono troppo stanchi per tornare alla città di Toyama.

## Nei media
- Un romanzo trasposto in un film, Kurobe no taiyō (黒部の太陽? lett. "Il sole di Kurobe"), interpretato da Yūjirō Ishihara, il defunto fratello minore dell'ex governatore di Tokyo Shintarō Ishihara, racconta il dramma del progetto.
- La serie televisiva di anime mecha Kuromukuro della P.A.Works è ambientata principalmente in un laboratorio di ricerca delle Nazioni Unite ubicato intorno al lago, mentre la serie televisiva Project X della NHK era basata anch'essa sulla costruzione della diga.[1]
- Il film kaijū del 1961 Mothra, diretto da Ishirō Honda, include una sequenza d'azione girata alla diga prima del suo completamento. L'attacco di Mothra provoca la rottura della diga.
- La diga di Kurobe è stata distrutta da Gamera in Attenzione! Arrivano i mostri, ed è stata vista anche in Ghidorah! Il mostro a tre teste.
- Inoltre, l'arco finale dell'anime Super Robot 28 del 2004, che si svolge in un Giappone immaginario degli anni cinquanta, coinvolge pesantemente la costruzione della diga di Kurobe.
- La fittizia diga di Kitanosawa nel quindicesimo film d'animazione di Detective Conan è basata sulla diga di Kurobe, che infatti appare nei titoli di coda.[9]